# Caprera

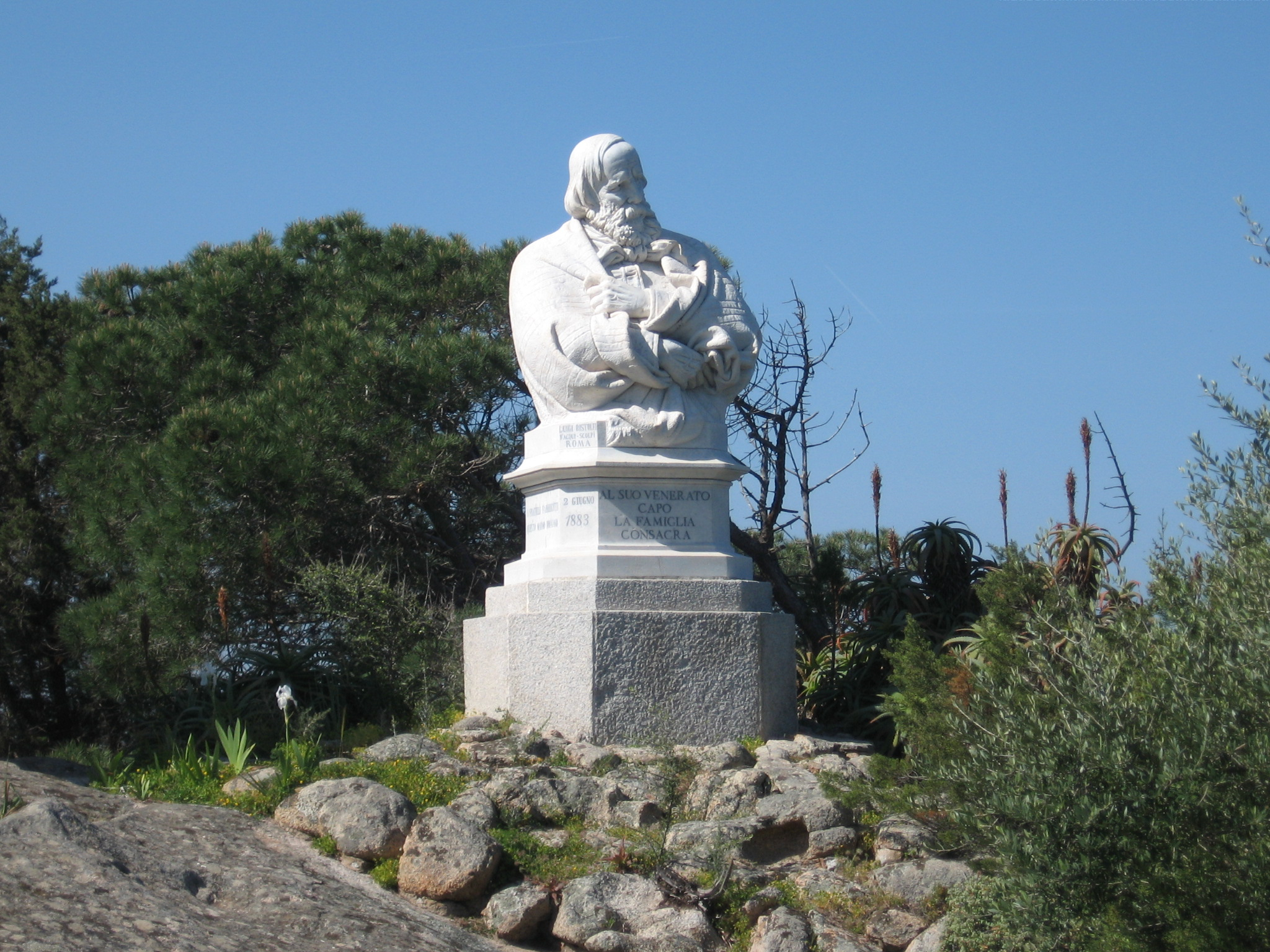
Staty över Garibaldi på Caprera.

Caprera är en ö i La Maddalena kommun norr om Sardinien i Italien. Caprera ligger i Bonifaciosundet mellan Korsika och Sardinien. Giuseppe Garibaldi bodde på ön mellan 1856 och 1882 och är begraven där. Caprera med omkringliggande öar är ett naturreservat.